# Steve Weinstein
Steve Weinstein (ur.  1963) – amerykański brydżysta, World Grand Master w kategorii Open (WBF).
Steve Weinstein jest również pokerzystą.

## Wyniki brydżowe

### Olimpiady
Na olimpiadach uzyskał następujące rezultaty:
| Olimpiady brydżowe. Zawody teamów | Olimpiady brydżowe. Zawody teamów | Olimpiady brydżowe. Zawody teamów | Olimpiady brydżowe. Zawody teamów | Olimpiady brydżowe. Zawody teamów | Olimpiady brydżowe. Zawody teamów |
| Rok                               | Miejsce                           | Zawody                            | Kategoria                         | Drużyna                           | Pozycja                           |
| --------------------------------- | --------------------------------- | --------------------------------- | --------------------------------- | --------------------------------- | --------------------------------- |
| 2004                              | Stambuł                           | 12. Olimpiada Teamów              | Open                              | USA                               | 9                                 |

### Zawody światowe
W światowych zawodach zdobył następujące lokaty:
| Mistrzostwa Świata. Konkurencja teamów | Mistrzostwa Świata. Konkurencja teamów | Mistrzostwa Świata. Konkurencja teamów | Mistrzostwa Świata. Konkurencja teamów | Mistrzostwa Świata. Konkurencja teamów | Mistrzostwa Świata. Konkurencja teamów |
| Rok                                    | Miejsce                                | Zawody                                 | Kategoria                              | Drużyna                                | Pozycja                                |
| -------------------------------------- | -------------------------------------- | -------------------------------------- | -------------------------------------- | -------------------------------------- | -------------------------------------- |
| 2014                                   | Sanya                                  | 14. Seria Mistrzostw Świata            | Miksty                                 | Joel                                   | 65                                     |
| 2014                                   | Sanya                                  | 14. Seria Mistrzostw Świata            | Open                                   | Nickell                                | 9                                      |
| 2013                                   | Nusa Dua                               | 41. Mistrzostwa Świata Teamów          | Open                                   | USA 1                                  | 4                                      |
| 2011                                   | Veldhoven                              | 40. Mistrzostwa Świata Teamów          | Open                                   | USA 1                                  | 4                                      |
| 2010                                   | Filadelfia                             | 13 Seria Mistrzostw Świata             | Open                                   | Fleisher                               | 5                                      |
| 2007                                   | Szanghaj                               | 38. Mistrzostwa Świata Teamów          | Trans                                  | Gordon                                 | 4                                      |
| 2006                                   | Werona                                 | 12. Mistrzostwa Świata                 | Open                                   | Welland                                | 4                                      |
| 2005                                   | Estoril                                | 37. Mistrzostwa Świata Teamów          | Trans                                  | O'Rourke                               | 61                                     |
| 2002                                   | Montreal                               | 11 Mistrzostwa Świata                  | Open                                   | Cayne                                  | 9                                      |
| 1998                                   | Lille                                  | 10. Mistrzostwa Świata                 | Open                                   | Schwartz                               | 33                                     |
| 1994                                   | Albuquerque                            | 9 Mistrzostwa Świata                   | Open                                   | Shugart                                | 33                                     |
| 1991                                   | Jokohama                               | 30. Mistrzostwa Świata Teamów          | Open                                   | USA 2                                  | 5                                      |

| Mistrzostwa Świata. Konkurencja par | Mistrzostwa Świata. Konkurencja par | Mistrzostwa Świata. Konkurencja par | Mistrzostwa Świata. Konkurencja par | Mistrzostwa Świata. Konkurencja par | Mistrzostwa Świata. Konkurencja par |
| Rok                                 | Miejsce                             | Zawody                              | Kategoria                           | Partner                             | Pozycja                             |
| ----------------------------------- | ----------------------------------- | ----------------------------------- | ----------------------------------- | ----------------------------------- | ----------------------------------- |
| 2014                                | Sanya                               | 14. Seria Mistrzostw Świata         | Miksty                              | Geeske Joel                         | 58                                  |
| 2010                                | Filadelfia                          | 13 Mistrzostwa Świata               | Open                                | Robert Levin                        | 1                                   |
| 2010                                | Filadelfia                          | 13. Mistrzostwa Świata              | Miksty                              | Joyce Hampton                       | 173                                 |
| 2006                                | Werona                              | 12. Mistrzostwa Świata              | Miksty                              | Lisa Berkowitz                      | 31                                  |
| 2006                                | Werona                              | 12. Mistrzostwa Świata              | Open                                | Robert Levin                        | 2                                   |
| 2002                                | Montreal                            | 11 Mistrzostwa Świata               | Open                                | Robert Levin                        | 11                                  |
| 1998                                | Lille                               | 10. Mistrzostwa Świata              | Miksty                              | Irina Lewitina                      | 38                                  |
| 1986                                | Miami Beach                         | 7. Mistrzostwa Świata               | Open                                | Fred Stewart                        | 14                                  |

### Zawody europejskie
W europejskich zawodach zdobył następujące lokaty:
| Zawody europejskie. Konkurencja teamów | Zawody europejskie. Konkurencja teamów | Zawody europejskie. Konkurencja teamów | Zawody europejskie. Konkurencja teamów | Zawody europejskie. Konkurencja teamów | Zawody europejskie. Konkurencja teamów |
| Rok                                    | Miejsce                                | Zawody                                 | Kategoria                              | Drużyna                                | Pozycja                                |
| -------------------------------------- | -------------------------------------- | -------------------------------------- | -------------------------------------- | -------------------------------------- | -------------------------------------- |
| 2013                                   | Ostenda                                | 6. Otwarte Mistrzostwa Europy          | Open                                   | ApolloSoyuz                            | 5                                      |
| 2005                                   | Teneryfa                               | 2. Otwarte Mistrzostwa Europy          | Open                                   | Welland                                | 17                                     |
| 2003                                   | Mentona                                | 1. Otwarte Mistrzostwa Europy          | Open                                   | Welland                                | 9                                      |

## Klasyfikacja
- Steve Weinstein – klasyfikacja WBF (ang.)